# Giełczewka
Die Giełczewka ist ein linker Zufluss des Wieprz in der Woiwodschaft Lublin in Polen.

## Geografie
Der Fluss entspringt bei dem Dorf Giełczew Druga in einer Höhe von rund 270 Metern. Er fließt von dort zunächst in nordöstlicher und dann in nördlicher Richtung, nimmt die von links kommenden Bäche Radomirka und bei der Kleinstadt Piaski die Sierotka auf, kreuzt die Straßen Droga krajowa 17 und Droga krajowa 12 und mündet nach einem Lauf von knapp 45 Kilometern Länge bei dem Dorf Siostrzytów in den Wieprz. Das Einzugsgebiet wird mit 359 km² angegeben.